# Jewel Staiteová
Jewel Belair Staiteová (nepřechýleně Staite; * 2. června 1982 White Rock, Britská Kolumbie) je kanadská herečka.

## Biografie
Narodila se jako nejmladší ze sedmi dětí. Od svých šesti let se věnovala modelingu, ve Vancouveru navštěvovala filmovou školu Vancouver Film School a působila v divadle Vancouver Youth Theatre. V první polovině 90. let hrála například v seriálu Bojíte se tmy?, objevila se také v seriálu Akta X, ve druhé polovině desetiletí hrála hlavní role v seriálech Hvězdná akademie a Flash Forward. Prosadila se také v seriálu Cesta vzhůru (2000) a v letech 2002–2003 ve sci-fi seriálu Firefly, kde ztvárnila postavu lodní mechaničky Kaylee Fryeové. Tuto roli si zopakovala i v navazujícím filmu Serenity (2005). V letech 2007–2009 hrála doktorku Jennifer Kellerovou ve sci-fi seriálu Hvězdná brána: Atlantida, v roce 2012 účinkovala v seriálu Adresa: L.A.
Spolupracuje s nadacemi bojujícími proti dyslexii a AIDS.
V letech 2003–2011 byla vdaná za herce Matta Andersona. V červenci 2016 si vzala svého přítele Charlieho Ritchieho, se kterým má syna Wildera Cathcarta Ritchieho (narozen v prosinci 2015).

## Filmografie

### Film
| Rok  | Název                                     | Role            | Poznámky            |
| ---- | ----------------------------------------- | --------------- | ------------------- |
| 1995 | Gold Diggers: The Secret of Bear Mountain | Samantha        |                     |
| 1996 | Rukojmí nebo komplic?                     | Herečka         |                     |
| 2002 | Spolek machrů                             | Teddy Blue      |                     |
| 2005 | Serenity                                  | Kaylee          |                     |
| 2009 | Ztracený ostrov                           | Liz             |                     |
| 2011 | The Pact                                  | Anna            | krátkometrážní film |
| 2015 | She Who Must Burn                         | Margaret        |                     |
| 2015 | 40 Below and Falling                      | Kate Carter     |                     |
| 2015 | How to Plan an Orgy in a Small Town       | Cassie Cranston |                     |

### Televize
| Rok        | Název                                  | Role                   | Poznámky                                                |
| ---------- | -------------------------------------- | ---------------------- | ------------------------------------------------------- |
| 1991       | Posing: Inspired by Three Real Stories | Jennifer Lanahan       | TV film                                                 |
| 1992–1994  | Odyssea                                | Labelia                | 2 díly                                                  |
| 1993       | Lhářka prolhaná                        | Dorianna               | TV film                                                 |
| 1993       | The Only Way Out                       | Alexandra Carlisle     | TV film                                                 |
| 1994–1995  | Bojíte se tmy?                         | Kelly/Cody             | 2 díly                                                  |
| 1995       | Akta X                                 | Amy Jacobs             | díl: „Hladomorna“                                       |
| 1996       | The Prisoner of Zenda, Inc.            | Theresa                | TV film                                                 |
| 1996       | Hvězdná akademie                       | Catalina               | hlavní role, 15 dílů                                    |
| 1996–1997  | Flash Forward                          | Rebecca Fisher         | hlavní role, 26 dílů                                    |
| 1997–1999  | Honey, I Shrunk the Kids: The TV Show  | Tiara VanHorn          | vedlejší role, 5 dílů                                   |
| 1998–2001  | Da Vinciho případy                     | Gabriella Da Vinci     | vedlejší role, 13 dílů                                  |
| 1999       | Pro strach uděláno                     | Callie Snow            | díl: „Siren“                                            |
| 1999       | Sabrina: The Animated Series           |                        | 4 díly                                                  |
| 1999       | Nothing Too Good for a Cowboy          | Sally Prentiss         | díly: „“Happy Trails“ a „Fools for Love“                |
| 2000       | Cesta vzhůru                           | Daisy Lipenowski       | hlavní role, 22 dílů                                    |
| 2001       | The Immortal                           | Danielle Jenkins       | díl: „“Learning Curve“                                  |
| 2001       | 2gether: The Series                    | Josie                  | díl: „Kiss“                                             |
| 2001       | Sedm dní                               | Molly                  | díl: „Empty Quiver“                                     |
| 2002       | Jak jsem se protloukal                 | Susan Olivia Clemens   | TV film                                                 |
| 2002       | Pochybná starostlivost                 | Bryanna (15–20 let)    | TV film                                                 |
| 2002       | Věřte nevěřte                          | Carly / Shannon        | díl: „“Second Sight“                                    |
| 2002       | Just Deal                              | Laurel                 | vedlejší role, 8 dílů                                   |
| 2002–2003  | Firefly                                | Kaylee Fryeová         | hlavní role, 15 dílů                                    |
| 2003       | Mrtví jako já                          | gotická dívka          | díl: „Odpočívej v pokoji“                               |
| 2004       | Huff                                   | Carolyn                | díl: „Pilot“                                            |
| 2004       | Jednotka zpětného nasazení             | Thora Andrews          | díl: „“Girlfriend in a Closet“                          |
| 2004       | Wonderfalls                            | Heidi Gotts            | vedlejší role, 4 díly                                   |
| 2005       | Vdova s duší ďábla                     | Jenny Cavanaugh        | TV film                                                 |
| 2005       | Hvězdná brána: Atlantida               | Ellia                  | díl: „Instinkt“                                         |
| 2007–2009  | Hvězdná brána: Atlantida               | Dr. Jennifer Kellerová | vedlejší role (4. řada), hlavní role (5. řada), 33 dílů |
| 2010       | Motýlí muž                             | Katharine Grant        | TV film                                                 |
| 2010       | Skladiště 13                           | Loretta                | díl: „Železný stín“                                     |
| 2010       | Paní Zázračná na Manhattanu            | Holly                  | TV film                                                 |
| 2011       | Proroctví zkázy                        | Brook Calvin           | TV film                                                 |
| 2011       | Lovci duchů                            | Amy Pond               | díl: „The Girl Next Door“                               |
| 2012       | Adresa: L.A.                           | Raquel Westbrook       | hlavní role, 19 dílů                                    |
| 2012–2013  | Animism: The Gods' Lake                | Melody Ravensfall      | hlavní role, 6 dílů                                     |
| 2013       | The Listener                           | Lori Black             | díl: „Blast from the Past“                              |
| 2013       | Vánoční ozdoba                         | Jenna                  | TV film                                                 |
| 2013       | State of Syn                           | Annika Drake           | 6 dílů                                                  |
| 2013–2014  | Zločin                                 | Caroline Swift         | vedlejší role, 10 dílů                                  |
| 2016       | Legendy zítřka                         | Dr. Bryce              | díl: „Progeny“                                          |
| 2016       | Castle na zabití                       | Erin Cherloff          | díl: „Mnoho povyku pro vraždu“                          |
| 2016       | Manželka v utajení                     | Monica Boland          | TV film                                                 |
| 2017–2020  | Mrtvý bod                              | Kiva Garen             | 2 díly                                                  |
| 2017       | The Wrong Bed: Naked Pursuit           | Stella Williams        | TV film                                                 |
| 2017       | Same Time Next Week                    | Sarah                  | TV film                                                 |
| 2018       | The Detectives                         | detektiv Penny Hart    | díl: „She Said“                                         |
| 2018       | Take Two                               | Jackie/Angela Truman   | díl: „About Last Night“                                 |
| 2018       | Dobrý doktor                           | Stella                 | díl: „Dvouvrstvý“                                       |
| 2019       | Řád                                    | Renee Marand           | díl: „Návrat domů: část 2 “                             |
| 2019       | V zajetí kouzel                        | Phyllis                | 4 díly                                                  |
| 2021–dosud | Family Law                             | Abigail Bianchi        | hlavní role                                             |